# Меир Амит
Меир Амит (на иврит: מאיר עמית) e бивш директор на Мосад в периода от 1963 до 1968. Роден е на 17 март 1921 в северена Палестина.
През 1936 г. Амит постъпва в редиците на Хагана. От 1939 до 1952 живее в Кибуца „Аломни“. Завършва гимназия в Тел Авив. В края на 50-те години на 20 век следва икономика в Columbus University в Ню Йорк.
След завръщането си от САЩ оглавява АМАН-военното разузнаване на Израел. През 1963 поема ръководството на Мосад, макар и да среща в началото съпротива сред служещите в управлението, не на последно място и поради критиките които отправя срещу своите предшественици.
След като успява да се наложи в Мосад, управлението успява да проведе редица успешни операции в чужбина, между които и отвличането на един Миг-21 от иракските ВВС. Амит залага изключително много на изграждането и разширяването на една широка агентурна мрежа в арабските страни и на сътрудничеството с ЦРУ.
Меир Амит има съществена роля за успехите на еврейската държава в Шестдневната война от 1967.
След оттеглянето му от Мосад, Амит често изпълнява функцията на съветник на израелското правителство по въпросите на сигурността. От 1977 до 1981 Амит е транспортен министър в правителството на Менахем Бегин. По това време е и депутат в Кнесета и член на комисията за отбрана.